# World Championship Tennis 1971
Il World Championship Tennis 1971 è stata una serie di tornei di tennis, rivale del Pepsi-Cola Grand Prix 1971. È stato organizzata dalla World Championship Tennis (WCT). È iniziato il 6 febbraio con lo U.S. Professional Indoor ed è terminato il 26 novembre con la finale del WCT Finals.

## Calendario

### Legenda
| WCT Finals     |
| Serie regolare |

### Gennaio
Nessun evento

### Febbraio
| Settimana  | Torneo                                                                                       | Vincitore                                     | Finalista | Semifinalisti              | Eliminati ai quarti                                |
| ---------- | -------------------------------------------------------------------------------------------- | --------------------------------------------- | --------- | -------------------------- | -------------------------------------------------- |
| 8 febbraio | U.S. Professional Indoor 1971 Filadelfia, USA 62 500 $ - Sintetico indoor Singolare - Doppio | John Newcombe 7–6(5), 7–6(1), 6–4             | Rod Laver | Arthur Ashe Cliff Drysdale | Brian Fairlie Dennis Ralston Tom Okker Roy Emerson |
| 8 febbraio | U.S. Professional Indoor 1971 Filadelfia, USA 62 500 $ - Sintetico indoor Singolare - Doppio | Il torneo si è fermato prima delle semifinali |           | Arthur Ashe Cliff Drysdale | Brian Fairlie Dennis Ralston Tom Okker Roy Emerson |

### Marzo
| Settimana | Torneo                                                                                         | Vincitore                             | Finalista                | Semifinalisti          | Eliminati ai quarti                                       |
| --------- | ---------------------------------------------------------------------------------------------- | ------------------------------------- | ------------------------ | ---------------------- | --------------------------------------------------------- |
| 8 marzo   | Australian Open 1971 Sydney, Australia 50 000 $ - Erba Singolare - Doppio                      | Ken Rosewall 6-1 7-5 6-3              | Arthur Ashe              | Bob Lutz Tom Okker     | Mark Cox Cliff Drysdale Marty Riessen Roy Emerson         |
| 8 marzo   | Australian Open 1971 Sydney, Australia 50 000 $ - Erba Singolare - Doppio                      | John Newcombe Tony Roche 6–2, 7–6     | Tom Okker Marty Riessen  | Bob Lutz Tom Okker     | Mark Cox Cliff Drysdale Marty Riessen Roy Emerson         |
| 22 marzo  | Chicago WCT 1971 Chicago, Stati Uniti 50 000 $ - Sintetico indoor - 32S/16D Singolare - Doppio | John Newcombe 4-6 7-6 6-2 6-3         | Arthur Ashe              | Tom Okker Ken Rosewall | Ray Ruffels Charlie Pasarell Cliff Drysdale Andrés Gimeno |
| 22 marzo  | Chicago WCT 1971 Chicago, Stati Uniti 50 000 $ - Sintetico indoor - 32S/16D Singolare - Doppio | Tom Okker Marty Riessen 7-6, 4-6, 7-6 | John Newcombe Tony Roche | Tom Okker Ken Rosewall | Ray Ruffels Charlie Pasarell Cliff Drysdale Andrés Gimeno |
| 29 marzo  | Miami Open 1971 Miami, Stati Uniti 50 000 $ - Cemento - 32S/16D Singolare - Doppio             | Cliff Drysdale 6-2 6-4 3-6 6-4        | Rod Laver                | Tony Roche Roy Emerson | Niki Pilic Dennis Ralston Tom Okker John Newcombe         |
| 29 marzo  | Miami Open 1971 Miami, Stati Uniti 50 000 $ - Cemento - 32S/16D Singolare - Doppio             | John Newcombe Tony Roche 7-6, 7-6     | Roy Emerson Rod Laver    | Tony Roche Roy Emerson | Niki Pilic Dennis Ralston Tom Okker John Newcombe         |

### Aprile
| Settimana | Torneo                                                                                | Vincitore                        | Finalista                    | Semifinalisti           | Eliminati ai quarti                       |
| --------- | ------------------------------------------------------------------------------------- | -------------------------------- | ---------------------------- | ----------------------- | ----------------------------------------- |
| 26 aprile | Dallas Open 1971 Dallas, USA 50 000 $ - Sintetico indoor - 32S/16D Singolare - Doppio | John Newcombe 7-6 6-4            | Arthur Ashe                  | Marty Riessen Tom Okker | Bob Maud Bob Lutz Cliff Drysdale Mark Cox |
| 26 aprile | Dallas Open 1971 Dallas, USA 50 000 $ - Sintetico indoor - 32S/16D Singolare - Doppio | Tom Okker Marty Riessen 6-3, 6-4 | Robert Lutz Charlie Pasarell | Marty Riessen Tom Okker | Bob Maud Bob Lutz Cliff Drysdale Mark Cox |

### Maggio
| Settimana | Torneo                                                                              | Vincitore                              | Finalista                  | Semifinalisti             | Eliminati ai quarti                                 |
| --------- | ----------------------------------------------------------------------------------- | -------------------------------------- | -------------------------- | ------------------------- | --------------------------------------------------- |
| 3 maggio  | Internazionali d'Italia 1971 Roma, Italia 50 000 $ - Terra rossa Singolare - Doppio | Rod Laver 7-5 6-3 6-3                  | Jan Kodeš                  | Arthur Ashe Tom Okker     | Roy Emerson Stan Smith Cliff Drysdale John Newcombe |
| 3 maggio  | Internazionali d'Italia 1971 Roma, Italia 50 000 $ - Terra rossa Singolare - Doppio | John Newcombe Tony Roche 6–4, 6–4      | Andrés Gimeno Roger Taylor | Arthur Ashe Tom Okker     | Roy Emerson Stan Smith Cliff Drysdale John Newcombe |
| 10 maggio | Aryamehr Cup 1971 Teheran, Iran 50 000 $ - Terra rossa Singolare - Doppio           | Marty Riessen 6-7 6-1 6-3 7-6          | John Alexander             | John Newcombe Arthur Ashe | Tony Roche Rod Laver Andrés Gimeno Roy Emerson      |
| 10 maggio | Aryamehr Cup 1971 Teheran, Iran 50 000 $ - Terra rossa Singolare - Doppio           | John Newcombe Tony Roche 6-4, 6-7, 6-1 | Bob Carmichael Ray Ruffels | John Newcombe Arthur Ashe | Tony Roche Rod Laver Andrés Gimeno Roy Emerson      |

### Giugno
| Settimana | Torneo                                                                                | Vincitore             | Finalista | Semifinalisti | Eliminati ai quarti |
| --------- | ------------------------------------------------------------------------------------- | --------------------- | --------- | ------------- | ------------------- |
| 7 giugno  | Bristol Open 1971 Bristol, Gran Bretagna 50 000 $ - Erba - 32S/16D Singolare - Doppio | Torneo non completato |           |               |                     |
| 7 giugno  | Bristol Open 1971 Bristol, Gran Bretagna 50 000 $ - Erba - 32S/16D Singolare - Doppio | Torneo non completato |           |               |                     |

### Luglio
| Settimana | Torneo                                                                         | Vincitore                        | Finalista                  | Semifinalisti            | Eliminati ai quarti                                          |
| --------- | ------------------------------------------------------------------------------ | -------------------------------- | -------------------------- | ------------------------ | ------------------------------------------------------------ |
| 12 luglio | Washington Open 1971 Washington, USA 50 000 $ - Terra rossa Singolare - Doppio | Ken Rosewall 6-2 7-5 6-1         | Marty Riessen              | Stan Smith John Newcombe | Dennis Ralston Cliff Drysdale Andrés Gimeno Ismail El Shafei |
| 12 luglio | Washington Open 1971 Washington, USA 50 000 $ - Terra rossa Singolare - Doppio | Tom Okker Marty Riessen 7-6, 6-2 | Bob Carmichael Ray Ruffels | Stan Smith John Newcombe | Dennis Ralston Cliff Drysdale Andrés Gimeno Ismail El Shafei |
| 19 luglio | Louisville Open 1971 Louisville, USA 50 000 $ - Terra rossa Singolare - Doppio | Tom Okker 3-6 6-4 6-1            | Cliff Drysdale             | Ray Ruffels Niki Pilic   | Ismail El Shafei Dennis Ralston John Alexander Roy Emerson   |
| 19 luglio | Louisville Open 1971 Louisville, USA 50 000 $ - Terra rossa Singolare - Doppio | Roy Emerson Rod Laver 6-4 6-4    | Ken Rosewall Fred Stolle   | Ray Ruffels Niki Pilic   | Ismail El Shafei Dennis Ralston John Alexander Roy Emerson   |
| 26 luglio | Quebec WCT 1971 Québec, Canada 50 000 $ - Sintetico indoor Singolare - Doppio  | Tom Okker 6–3, 7–6, 6–7, 6–4     | Rod Laver                  | Bob Lutz Cliff Drysdale  | Arthur Ashe Charlie Pasarell Ray Ruffels Roy Emerson         |
| 26 luglio | Quebec WCT 1971 Québec, Canada 50 000 $ - Sintetico indoor Singolare - Doppio  | Roy Emerson Rod Laver 7–6, 6–2   | Tom Okker Marty Riessen    | Bob Lutz Cliff Drysdale  | Arthur Ashe Charlie Pasarell Ray Ruffels Roy Emerson         |

### Agosto
| Settimana | Torneo                                                                                              | Vincitore                             | Finalista                  | Semifinalisti               | Eliminati ai quarti                                         |
| --------- | --------------------------------------------------------------------------------------------------- | ------------------------------------- | -------------------------- | --------------------------- | ----------------------------------------------------------- |
| 2 agosto  | U.S. Pro Tennis Championships 1971 Boston, USA 50 000 $ - Cemento Singolare - Doppio                | Ken Rosewall 6-4 6-3 6-0              | Cliff Drysdale             | Marty Riessen John Newcombe | Arthur Ashe Rod Laver Tom Okker John Alexander              |
| 2 agosto  | U.S. Pro Tennis Championships 1971 Boston, USA 50 000 $ - Cemento Singolare - Doppio                | Roy Emerson Rod Laver 6-4, 6-4        | Tom Okker Marty Riessen    | Marty Riessen John Newcombe | Arthur Ashe Rod Laver Tom Okker John Alexander              |
| 9 agosto  | Canada Open 1971 Toronto, Canada 50 000 $ - Terra rossa Singolare - Doppio                          | John Newcombe 7-6, 3-6, 6-2, 7-6      | Tom Okker                  | Ken Rosewall Andrés Gimeno  | Roger Taylor Marcelo Lara Cliff Drysdale Marty Riessen      |
| 9 agosto  | Canada Open 1971 Toronto, Canada 50 000 $ - Terra rossa Singolare - Doppio                          | Marty Riessen Tom Okker 6-3, 6-3, 6-1 | Arthur Ashe Dennis Ralston | Ken Rosewall Andrés Gimeno  | Roger Taylor Marcelo Lara Cliff Drysdale Marty Riessen      |
| 16 agosto | Colonial National Invitational 1971 Fort Worth, USA 50 000 $ - Cemento - 32S/16D Singolare - Doppio | Rod Laver 2–6, 6–4, 3–6, 7–5, 6–3     | Marty Riessen              | Roy Emerson Cliff Drysdale  | Charlie Pasarell Ken Rosewall John Alexander Dennis Ralston |
| 16 agosto | Colonial National Invitational 1971 Fort Worth, USA 50 000 $ - Cemento - 32S/16D Singolare - Doppio | Roy Emerson Rod Laver 6–4, 7–5        | Tom Okker Marty Riessen    | Roy Emerson Cliff Drysdale  | Charlie Pasarell Ken Rosewall John Alexander Dennis Ralston |

### Settembre
| Settimana    | Torneo                                                                                       | Vincitore                      | Finalista                | Semifinalisti         | Eliminati ai quarti                                |
| ------------ | -------------------------------------------------------------------------------------------- | ------------------------------ | ------------------------ | --------------------- | -------------------------------------------------- |
| 27 settembre | Pacific Coast Championships 1971 Berkeley, Stati Uniti 50 000 $ - Cemento Singolare - Doppio | Rod Laver 6-4 6-4 7-6          | Ken Rosewall             | Tom Okker Arthur Ashe | Bob Lutz Cliff Richey Marty Riessen Cliff Drysdale |
| 27 settembre | Pacific Coast Championships 1971 Berkeley, Stati Uniti 50 000 $ - Cemento Singolare - Doppio | Roy Emerson Rod Laver 6-3, 6-3 | Ken Rosewall Fred Stolle | Tom Okker Arthur Ashe | Bob Lutz Cliff Richey Marty Riessen Cliff Drysdale |

### Ottobre
| Settimana  | Torneo                                                                                   | Vincitore                                       | Finalista                    | Semifinalisti                 | Eliminati ai quarti                                   |
| ---------- | ---------------------------------------------------------------------------------------- | ----------------------------------------------- | ---------------------------- | ----------------------------- | ----------------------------------------------------- |
| 4 ottobre  | Vancouver WCT 1971 Vancouver, Canada 50 000 $ - Sintetico indoor Singolare - Doppio      | Ken Rosewall 6-2 6-2 6-4                        | Tom Okker                    | Rod Laver Roy Emerson         | Andrés Gimeno Niki Pilic Marty Riessen Bob Carmichael |
| 4 ottobre  | Vancouver WCT 1971 Vancouver, Canada 50 000 $ - Sintetico indoor Singolare - Doppio      | Roy Emerson Rod Laver 5-7, 6-7, 6-0, 7-5, 7-6   | John Alexander Phil Dent     | Rod Laver Roy Emerson         | Andrés Gimeno Niki Pilic Marty Riessen Bob Carmichael |
| 11 ottobre | Cologne Grand Prix 1971 Colonia, Germania 50 000 $ - Sintetico indoor Singolare - Doppio | Bob Lutz 6-3 6-7 6-3 6-1                        | Jeff Borowiak                | Cliff Drysdale Tom Okker      | Andrés Gimeno Ken Rosewall Mark Cox Rod Laver         |
| 11 ottobre | Cologne Grand Prix 1971 Colonia, Germania 50 000 $ - Sintetico indoor Singolare - Doppio | Tom Okker Marty Riessen 6-7, 3-6, 7-6, 6-3, 6-4 | Roy Emerson Rod Laver        | Cliff Drysdale Tom Okker      | Andrés Gimeno Ken Rosewall Mark Cox Rod Laver         |
| 18 ottobre | Torneo Godó 1971 Barcellona, Spagna 70 170 $ - Terra rossa Singolare - Doppio            | Manuel Orantes 6-4 6-3 6-4                      | Bob Lutz                     | Martin Mulligan Marty Riessen | Rod Laver Fred Stolle Ken Rosewall John Newcombe      |
| 18 ottobre | Torneo Godó 1971 Barcellona, Spagna 70 170 $ - Terra rossa Singolare - Doppio            | Željko Franulović Juan Gisbert 7-6, 6-2, 7-6    | Cliff Drysdale Andrés Gimeno | Martin Mulligan Marty Riessen | Rod Laver Fred Stolle Ken Rosewall John Newcombe      |

### Novembre
| Settimana   | Torneo                                                                               | Vincitore                                   | Finalista                        | Semifinalisti                 | Eliminati ai quarti                                 |
| ----------- | ------------------------------------------------------------------------------------ | ------------------------------------------- | -------------------------------- | ----------------------------- | --------------------------------------------------- |
| 1º novembre | Stockholm Open 1971 Stoccolma, Svezia 50 000 $ - Sintetico indoor Singolare - Doppio | Arthur Ashe 6–1, 3–6, 6–2, 1–6, 6–4         | Jan Kodeš                        | Cliff Drysdale Andrés Gimeno  | Rod Laver John Alexander Mark Cox Tom Okker         |
| 1º novembre | Stockholm Open 1971 Stoccolma, Svezia 50 000 $ - Sintetico indoor Singolare - Doppio | Stan Smith Tom Gorman 6–4, 6–3              | Arthur Ashe Bob Lutz             | Cliff Drysdale Andrés Gimeno  | Rod Laver John Alexander Mark Cox Tom Okker         |
| 8 novembre  | Bologna Indoor 1971 Bologna, Italia 50 000 $ - Sintetico indoor Singolare - Doppio   | Rod Laver 6-3 6-4 6-4                       | Arthur Ashe                      | Ken Rosewall Charlie Pasarell | Tom Okker Marty Riessen Cliff Drysdale Bob Lutz     |
| 8 novembre  | Bologna Indoor 1971 Bologna, Italia 50 000 $ - Sintetico indoor Singolare - Doppio   | Ken Rosewall Fred Stolle 6-7, 6-2, 6-3, 6-3 | Robert Maud Frew Donald McMillan | Ken Rosewall Charlie Pasarell | Tom Okker Marty Riessen Cliff Drysdale Bob Lutz     |
| 22 novembre | WCT Finals 1971 Dallas, USA 100 000 $ - Sintetico indoor - 8S Singolare              | Ken Rosewall 6–4, 1–6, 7–6, 7–6             | Rod Laver                        | Arthur Ashe Tom Okker         | Bob Lutz Cliff Drysdale John Newcombe Marty Riessen |

### Dicembre
Nessun evento

## Eventi speciali
| Settimana            | Torneo                                                          | Vincitore               | Finalista | Semifinalisti | Eliminati ai quarti |
| -------------------- | --------------------------------------------------------------- | ----------------------- | --------- | ------------- | ------------------- |
| 2 gennaio - 20 marzo | Tennis Champions Classic 1971 New York, USA 210 000 $ Singolare | Rod Laver 7–5, 6–2, 6–1 | Tom Okker |               |                     |